# Kakontwea leleupi
Genre
Espèce
Kakontwea leleupi, unique représentant du genre Kakontwea, est une espèce d'opilions laniatores de la famille des Assamiidae.

## Distribution
Cette espèce est endémique du Haut-Katanga au Congo-Kinshasa. Elle se rencontre à Likasi dans la grotte de Kakontwe.

## Description
La femelle holotype mesure 4 mm.

## Étymologie
Cette espèce est nommée en l'honneur de Narcisse Leleup.

## Publication originale
- Roewer, 1951 : « Einige in Höhlen und Termitenbauten gefundene Assamiidae (Opiliones) aus dem Belgischen Congo-Gebiet. » Revue de Zoologie et de Botanique Africaines, vol. 44, no 4, p. 321–327.